# إثميا شمعية
إثميا شمعية (الاسم العلمي:Ethmia cirrhosoma) هي نوع من الحشرات تتبع جنس الإثميا من فصيلة الألاشستيات.